# جيف سميث (سياسي)
جيف سميث (بالإنجليزية: Jeff Smith)‏ هو سياسي أمريكي، ولد في 9 ديسمبر 1973 في الولايات المتحدة. حزبياً، نشط في الحزب الديمقراطي. وقد انتخب عضو مجلس ولاية ميزوري (2007 – 2009).